# Victor Anichebe
Victor Chinedu Anichebe (1988. április 23. –) nigériai labdarúgó, a Sunderland csatára.

## Karrier
15 évesen debütált Chelsea ellen az FA kupa 4. körében, a 89. percbe becserélte Simon Davies. Anichebe alá írta a szerződést amely 2008-ig tartott. A második meccse Birmingham City ellen volt 2006. április 22-én. Az első Premier League gólját West Bromwich Albion ellen rúgta 2006. május 7-én. A második Premier League gólját Newcastle United ellen rúgta 2006. december 30-án. 2007. május 2-án Anichebe bejelentette hogy meg fogja hosszabbítani a szerződését 2011-ig. 2008. május 7-én meg szavazták őt a legjobb fiatal játékosnak 2007–2008-as szezonra.

## Statisztika
| Klub    | Szezon   | Premiership | Premiership | FA-kupa | FA-kupa | Ligakupa | Ligakupa | Európa | Európa | Összesen | Összesen |
| Mér     | Gól      | Mér         | Gól         | Mér     | Gól     | Mér      | Gól      | Mér    | Gól    |          |          |
| ------- | -------- | ----------- | ----------- | ------- | ------- | -------- | -------- | ------ | ------ | -------- | -------- |
| Everton | 2005–06  | 2           | 1           | 1       | 0       | -        | -        | -      | -      | 3        | 1        |
| Everton | 2006–07  | 19          | 3           | 1       | 0       | 3        | 1        | -      | -      | 23       | 4        |
| Everton | 2007–08  | 27          | 1           | 1       | 0       | 4        | 0        | 8      | 4      | 31       | 5        |
| Everton | 2008–09  | 2           | 1           | 0       | 0       | 0        | 0        | 1      | 0      | 3        | 1        |
| Everton | Összesen | 50          | 6           | 3       | 0       | 7        | 1        | 9      | 4      | 69       | 11       |